# Deurstopper
Een deurstop, deurstopper of deurbuffer  is een gebruiksvoorwerp dat een draaideur kan stoppen of anderzijds een geopende deur in die stand kan houden.

## Deuren open houden

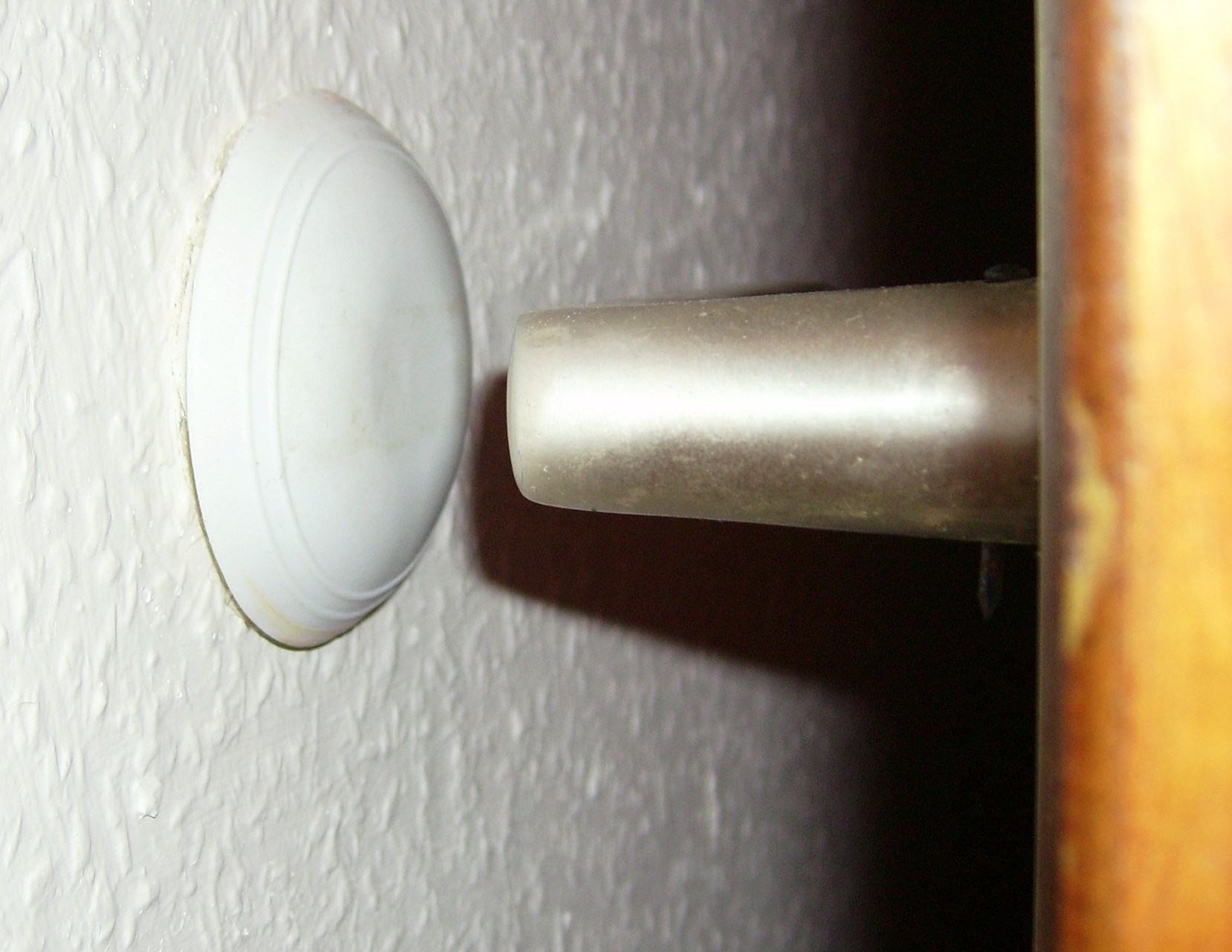
Deurstopper die verhindert dat de deurkruk de wand beschadigt.

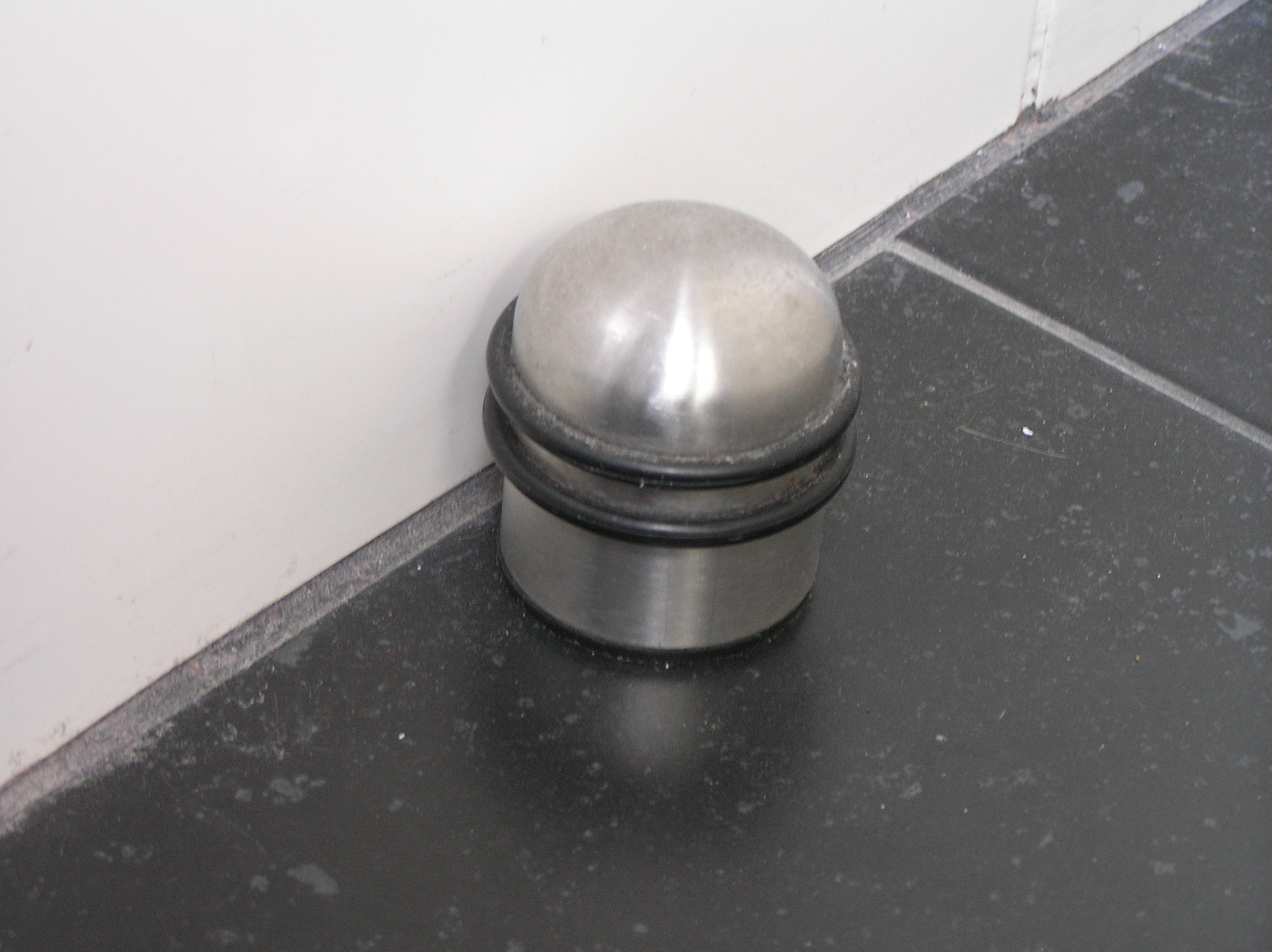
Verplaatsbare deurstopper.

Een deur kan simpelweg worden open gehouden door een zwaar object, zoals een stuk rubber, in het pad van de deur te plaatsen. Zulke deurstoppen zijn vaak zelf gemaakt. Vroeger waren vooral loden blokken populair als deurstop, maar daar kwam een einde aan toen de giftige aard van lood bleek.
Een andere manier is het gebruik van een deurstopper in de vorm van een wig. Zo'n wig kan gemaakt zijn van verschillende materialen als hout, rubber, plastic, katoen. Machinaal gemaakte wiggen van deze materialen zijn vrij algemeen verkrijgbaar. De wig wordt onder een geopende deur geplaatst en de neerwaartse kracht van de deur, die nu naar boven wordt gedrukt, geeft voldoende statische wrijving om de deur op zijn plaats te houden.
Een derde manier is de montage van een deurstopper op de deur zelf. Dit voorbeeld demonstreert een staaf met een rubber uiteinde, een materiaal dat veel wrijving opwekt, met een scharnier aan de deur bevestigd. Het staafje is langer dan een rechte lijn naar de vloer, maar staat schuin, dus raakt het de vloer niet. Als het stokje tegen een muur komt, zorgt het scharnier ervoor dat het staafje inklapt. Op deze manier ontstaat er meer wrijving naarmate er meer kracht wordt gezet. Als de deur weer dicht moet, doet men dat door aan de deurkruk te trekken en de stop zal automatisch loslaten. In nieuwere ontwerpen heeft men het staafje vervangen door een magneet die sterk genoeg is om de deur open te houden, maar zwak genoeg om de deur makkelijk los te laten. Magneten worden ook gebruikt voor deuren die dicht moeten bij een brand om het vuur minder kans te geven te verspreiden.

## Schade voorkomen
Een ander type deurstop of deurbuffer wordt gebruikt om te zorgen dat de deurkruk of andere uitstekende onderdelen de muur niet beschadigt of dat de deur niet te ver opent. In dit geval is er een rubber cilinder of koepel of een met rubber bedekt stuk metaal op de muur geschroefd op het punt waar de deurkruk de muur zou raken. Ook kan hij op de grond en ver genoeg van de muur worden geplaatst en zo de deur stoppen. Als hij wel op de muur is geplaatst dan kan dat een paar centimeter van het vloeroppervlak of zoals eerder genoemd.
Soms worden er deurstoppers gebruikt in het midden van de deur als een onderdeel van het scharnier. Zo'n stop wordt een scharnierstop genoemd.

## Ontwerp
Deurstoppen zijn uitgevonden door Steve North in 1963 toen hij de lelijke plekken zag die de deurkruk achter liet. North gebruikte een gedeelte van een elleboogbeschermer om een zeer simpele eerste versie te maken. Deze lieten lijmsporen achter en dus maakte North een metalen stop, met een beschermkussen van rubber, die men in de muur kon schroeven. Vele variaties op Norths design zijn thans in gebruik. 